# Ferenc Krausz
Ferenc Krausz (sinh ngày 7 tháng 5 năm 1962) là một nhà vật lý người Hungary gốc Áo làm việc trong khoa học atto giây. Ông là giám đốc Viện Quang học Lượng tử Max Planck và là giáo sư về vật lý thực nghiệm tại Đại học Ludwig Maximilian München. Nhóm nghiên cứu của ông đã tạo ra và đo xung ánh sáng vật lý atto giây đầu tiên và sử dụng nó để ghi lại chuyển động của electron bên trong nguyên tử, đánh dấu sự ra đời của vật lý atto giây. Năm 2023, ông cùng Pierre Agostini và Anne L'Huillier được trao giải Nobel Vật lý.